# بير براندت
بير براندت (بالسويدية: Per Brandt)‏ هو متسابق بياثل سويدي، ولد في 30 أكتوبر 1972 في فانسبرو في السويد.

## وصلات خارجية
- بير براندت على موقع IBU (الإنجليزية)
- بير براندت على موقع أوليمبيديا (الإنجليزية)
- بير براندت على موقع اللجنة الأولمبية السويدية (السويدية)